# Championnats d'Europe de natation 2020
Navigation
Glasgow 2018 Rome 2022
Les Championnats d'Europe de natation 2020 sont la 35e édition de la compétition européenne de natation. Ils se déroulent du 10 au 23 mai 2021 à Budapest, après un report d'un an en raison de la pandémie de Covid-19.

## Sites de la compétition
| \| Duna Aréna Lac Lupa \| Sites de la compétition. |
| Duna Aréna Lac Lupa                                |

| Duna Aréna Lac Lupa |

## Résultats

### Natation sportive

#### Hommes
| Épreuves               | Or | Argent | Bronze |
| ---------------------- | --- | --- | --- |
| Nage libre             | | | |
| 50 m                   | Ari-Pekka Liukkonen (FIN) 21 s 61 | Benjamin Proud (GBR) 21 s 69 | Kristian Gkolomeev (GRE) 21 s 73                                                                                          |
| 100 m                  | Kliment Kolesnikov (RUS) 47 s 37 CR | Alessandro Miressi (ITA) 47 s 45 | Andreï Minakov (RUS) 47 s 74                                                                                              |
| 200 m                  | Martin Malyutin (RUS) 1 min 44 s 79 CR | Duncan Scott (GBR) 1 min 45 s 19 | Thomas Dean (GBR) 1 min 45 s 34                                                                                           |
| 400 m                  | Martin Malyutin (RUS) 3 min 44 s 18 | Felix Auböck (AUT) 3 min 44 s 63 | Danas Rapšys (LTU) 3 min 45 s 39                                                                                          |
| 800 m                  | Mykhailo Romanchuk (UKR) 7 min 42 s 61 | Gregorio Paltrinieri (ITA) 7 min 43 s 62 | Gabriele Detti (ITA) 7 min 46 s 10                                                                                        |
| 1 500 m                | Mykhailo Romanchuk (UKR) 14 min 39 s 89 | Gregorio Paltrinieri (ITA) 14 min 42 s 91 | Domenico Acerenza (ITA) 14 min 54 s 36                                                                                    |
| Papillon               | | | |
| 50 m                   | Szebasztián Szabó (HUN) 23 s 00 | Andriy Hovorov (UKR) 23 s 01 | Andreï Zhilkin (RUS) 23 s 08                                                                                              |
| 100 m                  | Kristóf Milák (HUN) 50 s 18 CR | Josif Miladinov (BUL) 50 s 93 | James Guy (GBR) 50 s 99                                                                                                   |
| 200 m                  | Kristóf Milák (HUN) 1 min 51 s 10 CR | Federico Burdisso (ITA) 1 min 54 s 28 | Tamás Kenderesi (HUN) 1 min 54 s 43                                                                                       |
| Dos                    | | | |
| 50 m                   | Kliment Kolesnikov (RUS) 23 s 80 RM | Robert Glință (ROU) 24 s 42 | Hugo González (ESP) 24 s 47                                                                                               |
| 100 m                  | Robert Glință (ROU) 52 s 88 | Hugo González (ESP) 52 s 90 | Apóstolos Chrístou (GRE) 52 s 97 Yohann Ndoye Brouard (FRA) 52 s 97                                                       |
| 200 m                  | Evgeny Rylov (RUS) 1 min 54 s 46 | Luke Greenbank (GBR) 1 min 54 s 62 | Roman Mityukov (SUI) 1 min 56 s 33                                                                                        |
| Brasse                 | | | |
| 50 m                   | Adam Peaty (GBR) 26 s 21 | Ilya Shymanovich (BLR) 26 s 55 | Nicolò Martinenghi (ITA) 26 s 68                                                                                          |
| 100 m                  | Adam Peaty (GBR) 57 s 66 | Arno Kamminga (NED) 58 s 10 | James Wilby (GBR) 58 s 58                                                                                                 |
| 200 m                  | Anton Chupkov (RUS) 2 min 6 s 99 | Arno Kamminga (NED) 2 min 7 s 35 | Erik Persson (SWE) 2 min 7 s 66                                                                                           |
| Quatre nages           | | | |
| 200 m                  | Hugo González (ESP) 1 min 56 s 76 | Jérémy Desplanches (SUI) 1 min 56 s 95 | Alberto Razzetti (ITA) 1 min 57 s 25                                                                                      |
| 400 m                  | Ilya Borodin (RUS) 4 min 10 s 02 | Alberto Razzetti (HUN) 4 min 11 s 17 | Max Litchfield (GBR) 4 min 11 s 56                                                                                        |
| Relais                 | | | |
| 4 × 100 m nage libre   | Russie Andreï Minakov Aleksandr Shchegolev Vladislav Grinev Kliment Kolesnikov 3 min 10 s 41 Andreï Zhilkin Mikhail Vekovishchev Ivan Girev Evgeny Rylov | Grande-Bretagne Thomas Dean Matthew Richards James Guy Duncan Scott 3 min 11 s 56 Jacob Whittle Joe Litchfield                                                | Italie Alessandro Miressi Lorenzo Zazzeri Thomas Ceccon Manuel Frigo 3 min 11 s 87 Leonardo Deplano                       |
| 4 × 200 m nage libre   | Russie Martin Malyutin Aleksandr Shchegolev Alexander Krasnykh Mikhail Vekovishchev 7 min 3 s 48 CR Ivan Girev                                           | Grande-Bretagne Thomas Dean Matthew Richards James Guy Duncan Scott 7 min 4 s 61 Max Litchfield Calum Jarvis                                                  | Italie Stefano Ballo Matteo Ciampi Marco De Tullio Stefano Di Cola 7 min 6 s 05 Manuel Frigo Filippo Megli                |
| 4 × 100 m quatre nages | Grande-Bretagne Luke Greenbank Adam Peaty James Guy Duncan Scott 3 min 28 s 59 CR Joe Litchfield James Wilby Thomas Dean                                 | Russie Kliment Kolesnikov Kirill Prigoda Mikhail Vekovishchev Andreï Minakov 3 min 29 s 50 Evgeny Rylov Anton Chupkov Alexander Kudashev Aleksandr Shchegolev | Italie Thomas Ceccon Nicolò Martinenghi Federico Burdisso Alessandro Miressi 3 min 29 s 93 Alessandro Pinzuti Piero Codia |

#### Femmes
| Épreuves               | Or | Argent | Bronze |
| ---------------------- | --- | --- | --- |
| Nage libre             | | | |
| 50 m                   | Ranomi Kromowidjojo (NED) 23 s 97 | Pernille Blume (DEN) 24 s 17 Katarzyna Wasick (POL) 24 s 17                                                              | Non attribuée |
| 100 m                  | Femke Heemskerk (NED) 53 s 05 | Marie Wattel (FRA) 53 s 32                                                                                               | Anna Hopkin (GBR) 53 s 43 |
| 200 m                  | Barbora Seemanová (CZE) 1 min 56 s 27 | Federica Pellegrini (ITA) 1 min 56 s 29                                                                                  | Freya Anderson (GBR) 1 min 56 s 42 |
| 400 m                  | Simona Quadarella (ITA) 4 min 4 s 66 | Anna Egorova (RUS) 4 min 6 s 05                                                                                          | Boglárka Kapás (HUN) 4 min 6 s 90 |
| 800 m                  | Simona Quadarella (ITA) 8 min 20 s 23 | Anastassia Kirpitchnikova (RUS) 8 min 21 s 86                                                                            | Anna Egorova (RUS) 8 min 26 s 56 |
| 1 500 m                | Simona Quadarella (ITA) 15 min 53 s 59 | Anastassia Kirpitchnikova (RUS) 16 min 1 s 06                                                                            | Martina Rita Caramignoli (ITA) 16 min 5 s 81                                                                                                   |
| Papillon               | | | |
| 50 m                   | Ranomi Kromowidjojo (NED) 25 s 30 | Mélanie Henique (FRA) 25 s 46                                                                                            | Emilie Beckmann (DEN) 25 s 59 |
| 100 m                  | Marie Wattel (FRA) 57 s 37 Anna Ntountounaki (GRE) 57 s 37                                                                                              | Non attribuée | Louise Hansson (SWE) 57 s 56 |
| 200 m                  | Boglárka Kapás (HUN) 2 min 6 s 50 | Katinka Hosszú (HUN) 2 min 8 s 14                                                                                        | Svetlana Chimrova (RUS) 2 min 8 s 55 |
| Dos                    | | | |
| 50 m                   | Kira Toussaint (NED) 27 s 36 | Kathleen Dawson (GBR) 27 s 46                                                                                            | Maaike de Waard (NED) 27 s 74 |
| 100 m                  | Kathleen Dawson (GBR) 58 s 49 | Margherita Panziera (ITA) 59 s 01                                                                                        | Maria Kameneva (RUS) 59 s 22 |
| 200 m                  | Margherita Panziera (ITA) 2 min 6 s 08 CR | Cassie Wild (GBR) 2 min 7 s 74                                                                                           | Katalin Burián (HUN) 2 min 7 s 87 |
| Brasse                 | | | |
| 50 m                   | Benedetta Pilato (ITA) 29 s 35 | Ida Hulkko (FIN) 30 s 19                                                                                                 | Yuliya Efimova (RUS) 30 s 22 |
| 100 m                  | Sophie Hansson (SWE) 1 min 5 s 69 | Arianna Castiglioni (ITA) 1 min 6 s 13                                                                                   | Martina Carraro (ITA) 1 min 6 s 21 |
| 200 m                  | Molly Renshaw (GBR) 2 min 21 s 34 | Lisa Mamié (SUI) 2 min 22 s 05                                                                                           | Yuliya Efimova (RUS) 2 min 22 s 16 |
| Quatre nages           | | | |
| 200 m                  | Anastasia Gorbenko (ISR) 2 min 9 s 99 | Abbie Wood (GBR) 2 min 10 s 03                                                                                           | Katinka Hosszú (HUN) 2 min 10 s 12 |
| 400 m                  | Katinka Hosszú (HUN) 4 min 34 s 76 | Viktória Mihályvári-Farkas (HUN) 4 min 36 s 81 Aimee Willmott (GBR) 4 min 36 s 81                                        | Non attribuée |
| Relais                 | | | |
| 4 × 100 m nage libre   | Grande-Bretagne Lucy Hope Anna Hopkin Abbie Wood Freya Anderson 3 min 34 s 17 Evelyn Davis Emma Russell                                                 | Pays-Bas Ranomi Kromowidjojo Kira Toussaint Marrit Steenbergen Femke Heemskerk 3 min 34 s 29 Kim Busch Robin Neumann     | France Marie Wattel Charlotte Bonnet Anouchka Martin Assia Touati 3 min 35 s 92 Lison Nowaczyk                                                 |
| 4 × 200 m nage libre   | Grande-Bretagne Lucy Hope Tamryn van Selm Holly Hibbott Freya Anderson 7 min 53 s 15 Emma Russell                                                       | Hongrie Zsuzsanna Jakabos Fanni Fábián Laura Veres Boglarka Kapas 7 min 56 s 26 Evelyn Verrasztó                         | Italie Stefania Pirozzi Sara Gailli Simona Quadarella Federica Pellegrini 7 min 56 s 72 Lisa Angiolini                                         |
| 4 × 100 m quatre nages | Grande-Bretagne Kathleen Dawson Molly Renshaw Laura Kathleen Stephens Anna Hopkin 3 min 54 s 01 CR Cassie Wild Sarah Vasey Harriet Jones Freya Anderson | Russie Maria Kameneva Yuliya Efimova Svetlana Chimrova Arina Surkova 3 min 56 s 25 Anastasia Fesikova Evgeniia Chikunova | Italie Margherita Panziera Arianna Castiglioni Elena Di Liddo Federica Pellegrini 3 min 56 s 30 Silvia Scalia Martina Carraro Silvia Di Pietro |

#### Mixte
| Épreuves               | Or | Argent | Bronze |
| ---------------------- | --- | --- | --- |
| Relais                 | | | |
| 4 × 100 m nage libre   | Grande-Bretagne Duncan Scott Thomas Dean Anna Hopkin Freya Anderson 3 min 22 s 07 =CR Joe Litchfield Adam Peaty Harriet Jones | Pays-Bas Stan Pijnenburg Jesse Puts Ranomi Kromowidjojo Femke Heemskerk 3 min 22 s 26 Arno Kamminga Nyls Korstanje                    | Italie Alessandro Miressi Thomas Ceccon Federica Pellegrini Silvia Di Pietro 3 min 22 s 64 Simone Sabbioni Nicolò Martinenghi Elena Di Liddo             |
| 4 × 100 m quatre nages | Grande-Bretagne Kathleen Dawson Adam Peaty James Guy Anna Hopkin 3 min 38 s 82 ER Joe Litchfield Harriet Jones                | Pays-Bas Kira Toussaint Arno Kamminga Nyls Korstanje Femke Heemskerk 3 min 41 s 28 Ranomi Kromowidjojo                                | Italie Margherita Panziera Nicolò Martinenghi Elena Di Liddo Alessandro Miressi 3 min 42 s 30 Simone Sabbioni Silvia Di Pietro                           |
| 4 × 200 m nage libre   | Grande-Bretagne Thomas Dean James Guy Abbie Wood Freya Anderson 7 min 26 s 67 CR Calum Jarvis Joe Litchfield Lucy Hope        | Italie Stefano Ballo Stefano Di Cola Federica Pellegrini Margherita Panziera 7 min 29 s 35 Stefania Pirozzi Filippo Megli Sara Gailli | Russie Aleksandr Shchegolev Alexander Krasnykh Anna Egorova Anastassia Kirpitchnikova 7 min 31 s 54 Ivan Girev Evgeny Rylov Maria Kameneva Arina Surkova |

### Natation artistique

#### Femmes
| Épreuves              | Or | Argent | Bronze |
| --------------------- | --- | --- | --- |
| Solo libre            | Varvara Subbotina (RUS) 96,4333 pts | Marta Fiedina (UKR) 93,7000 pts | Evangelía Platanióti (GRE) 90,8000 pts |
| Solo technique        | Marta Fiedina (UKR) 91,8445 pts | Evangelía Platanióti (GRE) 89,2897 pts | Vasilina Khandoshka (BLR) 87,7173 pts |
| Duo libre             | Russie Svetlana Kolesnichenko Svetlana Romashina 97,9000 pts | Ukraine Marta Fiedina Anastasiya Savchuk 94,3333 pts | Autriche Anna Maria Alexandri Eirini Alexandri 90,8667 pts |
| Duo technique         | Russie Svetlana Kolesnichenko Svetlana Romashina 96,2904 pts | Ukraine Marta Fiedina Anastasiya Savchuk 92,6682 pts | Autriche Anna Maria Alexandri Eirini Alexandri 89,4592 pts |
| Par équipes libre     | Ukraine Maryna Aleksiiva Vladyslava Aleksiiva Marta Fiedina Kateryna Reznik Anastasiya Savchuk Alina Shynkarenko Kseniya Sydorenko Yelyzaveta Yakhno 95,0667 pts                                        | Espagne Ona Carbonell Ballestero Berta Ferreras Sanz Meritxell Mas Pujadas Alisa Ozhogina Ozhogin Paula Ramirez Ibanez Sara Saldaña Lopez Iris Tió Casas Blanca Toledano Laut 91.2333 pts                 | Israël Eden Blecher Shelly Bobritsky Maya Dorf Noy Gazala Catherine Kunin Nikol Nahshonov Ariel Nassee Polina Prikazchikova 86,8000 pts                                                                  |
| Par équipes technique | Russie Vlada Chigireva Marina Goliadkina Veronika Kalinina Svetlana Kolesnichenko Polina Komar Svetlana Romashina Alla Shishkina Maria Shurochkina 95,6705 pts                                          | Ukraine Maryna Aleksiiva Vladyslava Aleksiiva Marta Fiedina Kateryna Reznik Anastasiya Savchuk Alina Shynkarenko Kseniya Sydorenko Yelyzaveta Yakhno 92,3920 pts                                          | Espagne Ona Carbonell Ballestero Berta Ferreras Sanz Meritxell Mas Pujadas Alisa Ozhogina Ozhogin Paula Ramirez Ibanez Sara Saldaña Lopez Iris Tió Casas Blanca Toledano Laut 89,7700 pts                |
| Combiné               | Ukraine Maryna Aleksiiva Vladyslava Aleksiiva Olesia Derevianchenko Marta Fiedina Veronika Hryshko Kateryna Reznik Anastasiya Savchuk Alina Shynkarenko Kseniya Sydorenko Yelyzaveta Yakhno 94,7000 pts | Grèce Maria Alzigkouzi Kominea Eleni Deligianni Eleni Fragkaki Krystalenia Gialama Pinelopi Karamesiou Zoi Karangelou Danai Kariori Andriana Misikevych Georgia Vasilopoulou Violeta Zouzouni 89,1000 pts | Biélorussie Vera Butsel Marharyta Kiryliuk Hanna Koutsun Yana Kudzina Kseniya Kuliashova Anastasiya Navasiolava Valeryia Puz Anastasiya Suvalava Kseniya Tratseuskaya Aliaksandra Vysotskaya 86,0667 pts |
| Highlight             | Ukraine Maryna Aleksiiva Vladyslava Aleksiiva Marta Fiedina Veronika Hryshko Anna Nosova Kateryna Reznik Anastasiya Savchuk Alina Shynkarenko Kseniya Sydorenko Yelyzaveta Yakhno 95,3000 pts           | Biélorussie Vera Butsel Marharyta Kiryliuk Hanna Koutsun Yana Kudzina Kseniya Kuliashova Anastasiya Navasiolava Valeryia Puz Anastasiya Suvalava Kseniya Tratseuskaya Aliaksandra Vysotskaya 86,5667 pts  | Hongrie Niké Barta Katalin Csilling Linda Farkas Boglarka Gacs Lilien Gotz Hanna Hatala Szabina Hungler Adelin Regenyi Luca Renyi Anna Viktoria Szabo 79,1000 pts                                        |

#### Mixte
| Épreuves        | Or                                                        | Argent                                    | Bronze                                             |
| --------------- | --------------------------------------------------------- | ----------------------------------------- | -------------------------------------------------- |
| Mixte libre     | Russie Aleksandr Maltsev Olesia Platonova 93,9333 pts     | Espagne Emma García Pau Ribes 86,5333 pts | Italie Nicoló Ogliari Isotta Sportelli 81,8667 pts |
| Mixte technique | Russie Mayya Gurbanberdieva Aleksandr Maltsev 91,7963 pts | Espagne Emma García Pau Ribes 84,8694 pts | Italie Nicoló Ogliari Isotta Sportelli 77,4281 pts |

### Plongeon

#### Hommes
| Épreuves               | Or                                                 | Argent                                                 | Bronze                                                 |
| ---------------------- | -------------------------------------------------- | ------------------------------------------------------ | ------------------------------------------------------ |
| Épreuves individuelles |                                                    |                                                        |                                                        |
| Tremplin à 1 m         | Patrick Hausding (GER) 427,75 pts                  | Jack Laugher (GBR) 402,90 pts                          | Giovanni Tocci (ITA) 402,50 pts                        |
| Tremplin à 3 m         | Ievgueni Kouznetsov (RUS) 525,20 pts               | Nikita Shleikher (RUS) 505,80 pts                      | Martin Wolfram (GER) 484,65 pts                        |
| Plateforme à 10 m      | Aleksandr Bondar (RUS) 564,35 pts                  | Tom Daley (GBR) 533,30 pts                             | Viktor Minibaev (RUS) 530,05 pts                       |
| Épreuves synchronisées |                                                    |                                                        |                                                        |
| Tremplin à 3 m         | Allemagne Patrick Hausding Lars Rüdiger 426,78 pts | Russie Ievgueni Kouznetsov Nikita Shleikher 415,47 pts | Ukraine Oleksandr Horshkovozov Oleh Kolodiy 409,92 pts |
| Plateforme à 10 m      | Grande-Bretagne Tom Daley Matthew Lee 477,57 pts   | Russie Aleksandr Bondar Viktor Minibaev 471,96 pts     | Allemagne Timo Barthel Patrick Hausding 424,32 pts     |

#### Femmes
| Épreuves               | Or                                                     | Argent                                             | Bronze                                             |
| ---------------------- | ------------------------------------------------------ | -------------------------------------------------- | -------------------------------------------------- |
| Épreuves individuelles |                                                        |                                                    |                                                    |
| Tremplin à 1 m         | Elena Bertocchi (ITA) 259,90 pts                       | Michelle Heimberg (SUI) 255,55 pts                 | Chiara Pellacani (ITA) 254,15 pts                  |
| Tremplin à 3 m         | Tina Punzel (GER) 330,85 pts                           | Chiara Pellacani (ITA) 321,15 pts                  | Emma Gullstrand (SWE) 319,60 pts                   |
| Plateforme à 10 m      | Anna Konanykhina (RUS) 365,25 pts                      | Yulia Timoshinina (RUS) 329,20 pts                 | Andrea Spendolini-Sirieix (GBR) 326,60 pts         |
| Épreuves synchronisées |                                                        |                                                    |                                                    |
| Tremplin à 3 m         | Allemagne Lena Hentschel Tina Punzel 307,29 pts        | Italie Elena Bertocchi Chiara Pellacani 307,20 pts | Russie Uliana Kliueva Vitaliia Koroleva 291,00 pts |
| Plateforme à 10 m      | Russie Ekaterina Beliaeva Yulia Timoshinina 307,44 pts | Grande-Bretagne Eden Cheng Lois Toulson 290,58 pts | Ukraine Kseniia Bailo Sofiia Lyskun 286,74 pts     |

#### Mixte
| Épreuves                      | Or                                                                                        | Argent                                                                                              | Bronze                                                                            |
| ----------------------------- | ----------------------------------------------------------------------------------------- | --------------------------------------------------------------------------------------------------- | --------------------------------------------------------------------------------- |
| Tremplin à 3 m synchronisé    | Italie Chiara Pellacani Matteo Santoro 300,69 pts                                         | Allemagne Lou Massenberg Tina Punzel 294,27 pts                                                     | Russie Ilia Molchanov Vitaliia Koroleva 289,50 pts                                |
| Plateforme à 10 m synchronisé | Ukraine Kseniia Bailo Oleksii Sereda 325,68 pts                                           | Grande-Bretagne Noah Williams Andrea Spendolini-Sirieix 307,32 pts                                  | Russie Ekaterina Beliaeva Viktor Minibaev 302,58 pts                              |
| Par équipes                   | Russie Kristina Ilinykh Ievgueni Kouznetsov Ekaterina Beliaeva Viktor Minibaev 431,80 pts | Italie Chiara Pellacani Andreas Sargent Larsen Sarah Jodoin Di Maria Riccardo Giovannini 428,00 pts | Allemagne Tina Punzel Patrick Hausding Christina Wassen Lou Massenberg 421,00 pts |

### Nage en eau libre

#### Hommes
| Épreuves | Or                                           | Argent                                       | Bronze                                    |
| -------- | -------------------------------------------- | -------------------------------------------- | ----------------------------------------- |
| 5 km     | Gregorio Paltrinieri (ITA) 55 min 43 s 3     | Marc-Antoine Olivier (FRA) 55 min 45 s 1     | Dario Verani (ITA) 55 min 46 s 6          |
| 10 km    | Gregorio Paltrinieri (ITA) 1 h 51 min 30 s 6 | Marc-Antoine Olivier (FRA) 1 h 51 min 41 s 7 | Florian Wellbrock (GER) 1 h 51 min 42 s 0 |
| 25 km    | Axel Reymond (FRA) 4 h 35 min 59 s 8         | Matteo Furlan (ITA) 4 h 36 min 5 s 1         | Kirill Abrosimov (RUS) 4 h 36 min 6 s 2   |

#### Femmes
| Épreuves | Or                                            | Argent                                    | Bronze                                   |
| -------- | --------------------------------------------- | ----------------------------------------- | ---------------------------------------- |
| 5 km     | Sharon van Rouwendaal (NED) 58 min 45 s 2     | Giulia Gabbrielleschi (ITA) 58 min 49 s 3 | Océane Cassignol (FRA) 58 min 51 s 4     |
| 10 km    | Sharon van Rouwendaal (NED) 1 h 59 min 12 s 7 | Anna Olasz (HUN) 1 h 59 min 13 s 0        | Rachele Bruni (ITA) 1 h 59 min 15 s 1    |
| 25 km    | Lea Boy (GER) 4 h 53 min 57 s 0               | Lara Grangeon (FRA) 4 h 54 min 58 s 4     | Barbara Pozzobon (ITA) 4 h 54 min 58 s 7 |

#### Mixte
| Épreuves           | Or                                                                                             | Argent                                                                    | Bronze                                                                        |
| ------------------ | ---------------------------------------------------------------------------------------------- | ------------------------------------------------------------------------- | ----------------------------------------------------------------------------- |
| 5 km (4 × 1 250 m) | Italie Rachele Bruni Giulia Gabbrielleschi Gregorio Paltrinieri Domenico Acerenza 54 min 9 s 0 | Allemagne Lea Boy Leonie Beck Rob Muffels Florian Wellbrock 54 min 18 s 0 | Hongrie Réka Rohács Anna Olasz Dávid Betlehem Kristóf Rasovszky 54 min 18 s 5 |

## Trophée des nations
| Rang | Équipe          | Points |
| ---- | --------------- | ------ |
| 1    | Italie          | 954    |
| 2    | Grande-Bretagne | 954    |
| 3    | Russie          | 869    |
| 4    | Hongrie         | 766    |
| 5    | Pays-Bas        | 623    |
| 6    | France          | 420    |
| 7    | Pologne         | 350    |
| 8    | Suède           | 264    |
| 9    | Danemark        | 247    |
| 10   | Espagne         | 246    |

| Rang | Équipe    | Points |
| ---- | --------- | ------ |
| 1    | Italie    | 199    |
| 2    | France    | 154    |
| 3    | Hongrie   | 138    |
| 4    | Allemagne | 126    |
| 5    | Russie    | 120    |
| 6    | Pays-Bas  | 68     |
| 7    | Tchéquie  | 53     |
| 8    | Espagne   | 31     |
| 9    | Autriche  | 23     |
| 10   | Portugal  | 22     |

| Rang | Équipe          | Points |
| ---- | --------------- | ------ |
| 1    | Ukraine         | 1 140  |
| 2    | Biélorussie     | 1 088  |
| 3    | Espagne         | 771    |
| 4    | Russie          | 744    |
| 5    | Hongrie         | 688    |
| 6    | Israël          | 660    |
| 7    | Grande-Bretagne | 610    |
| 8    | Slovaquie       | 503    |
| 9    | Suisse          | 475    |
| 10   | Italie          | 447    |

| Rang | Équipe          | Points |
| ---- | --------------- | ------ |
| 1    | Russie          | 267    |
| 2    | Allemagne       | 219    |
| 3    | Grande-Bretagne | 209    |
| 4    | Italie          | 197    |
| 5    | Ukraine         | 173    |
| 6    | Suède           | 37     |
| 7    | Suisse          | 30     |
| 8    | Hongrie         | 28     |
| 8    | Norvège         | 28     |
| 10   | Pologne         | 24     |

## Tableau des médailles

### Total
- Nation organisatrice

| Rang  | Nation          | Or | Argent | Bronze | Total |
| ----- | --------------- | -- | ------ | ------ | ----- |
| 1     | Russie          | 20 | 9      | 13     | 42    |
| 2     | Grande-Bretagne | 12 | 13     | 7      | 32    |
| 3     | Italie          | 10 | 14     | 20     | 44    |
| 4     | Ukraine         | 7  | 5      | 2      | 14    |
| 5     | Pays-Bas        | 6  | 5      | 1      | 12    |
| 6     | Hongrie         | 5  | 4      | 6      | 15    |
| 7     | Allemagne       | 5  | 2      | 4      | 11    |
| 8     | France          | 2  | 5      | 3      | 10    |
| 9     | Espagne         | 1  | 4      | 2      | 7     |
| 10    | Grèce           | 1  | 2      | 3      | 6     |
| 11    | Finlande        | 1  | 1      | 0      | 2     |
| 11    | Roumanie        | 1  | 1      | 0      | 2     |
| 13    | Suède           | 1  | 0      | 3      | 4     |
| 14    | Israël          | 1  | 0      | 1      | 2     |
| 15    | Tchéquie        | 1  | 0      | 0      | 1     |
| 16    | Suisse          | 0  | 3      | 1      | 4     |
| 17    | Biélorussie     | 0  | 2      | 2      | 4     |
| 18    | Autriche        | 0  | 1      | 2      | 3     |
| 19    | Danemark        | 0  | 1      | 1      | 2     |
| 20    | Bulgarie        | 0  | 1      | 0      | 1     |
| 20    | Pologne         | 0  | 1      | 0      | 1     |
| 22    | Lituanie        | 0  | 0      | 1      | 1     |
| Total | Total           | 74 | 74     | 72     | 220   |

| Rang  | Nation          | Or | Argent | Bronze | Total |
| ----- | --------------- | -- | ------ | ------ | ----- |
| 1     | Grande-Bretagne | 11 | 9      | 6      | 26    |
| 2     | Russie          | 9  | 5      | 8      | 22    |
| 3     | Italie          | 5  | 9      | 13     | 27    |
| 4     | Hongrie         | 5  | 3      | 4      | 12    |
| 5     | Pays-Bas        | 4  | 5      | 1      | 10    |
| 6     | Ukraine         | 2  | 1      | 0      | 3     |
| 7     | France          | 1  | 2      | 2      | 5     |
| 8     | Espagne         | 1  | 1      | 1      | 3     |
| 9     | Finlande        | 1  | 1      | 0      | 2     |
| 9     | Roumanie        | 1  | 1      | 0      | 2     |
| 11    | Grèce           | 1  | 0      | 2      | 3     |
| 11    | Suède           | 1  | 0      | 2      | 3     |
| 13    | Tchéquie        | 1  | 0      | 0      | 1     |
| 13    | Israël          | 1  | 0      | 0      | 1     |
| 15    | Suisse          | 0  | 2      | 1      | 3     |
| 16    | Danemark        | 0  | 1      | 1      | 2     |
| 17    | Autriche        | 0  | 1      | 0      | 1     |
| 17    | Biélorussie     | 0  | 1      | 0      | 1     |
| 17    | Bulgarie        | 0  | 1      | 0      | 1     |
| 17    | Pologne         | 0  | 1      | 0      | 1     |
| 21    | Lituanie        | 0  | 0      | 1      | 1     |
| Total | Total           | 44 | 44     | 42     | 130   |

| Rang  | Nation    | Or | Argent | Bronze | Total |
| ----- | --------- | -- | ------ | ------ | ----- |
| 1     | Italie    | 3  | 2      | 3      | 8     |
| 2     | Pays-Bas  | 2  | 0      | 0      | 2     |
| 3     | France    | 1  | 3      | 1      | 5     |
| 4     | Allemagne | 1  | 1      | 1      | 3     |
| 5     | Hongrie   | 0  | 1      | 1      | 2     |
| 6     | Russie    | 0  | 0      | 1      | 1     |
| Total | Total     | 7  | 7      | 7      | 21    |

| Rang  | Nation      | Or | Argent | Bronze | Total |
| ----- | ----------- | -- | ------ | ------ | ----- |
| 1     | Russie      | 6  | 0      | 0      | 6     |
| 2     | Ukraine     | 4  | 4      | 0      | 8     |
| 3     | Espagne     | 0  | 3      | 1      | 4     |
| 4     | Grèce       | 0  | 2      | 1      | 3     |
| 5     | Biélorussie | 0  | 1      | 2      | 3     |
| 6     | Autriche    | 0  | 0      | 2      | 2     |
| 6     | Italie      | 0  | 0      | 2      | 2     |
| 8     | Hongrie     | 0  | 0      | 1      | 1     |
| 8     | Israël      | 0  | 0      | 1      | 1     |
| Total | Total       | 10 | 10     | 10     | 30    |

| Rang  | Nation          | Or | Argent | Bronze | Total |
| ----- | --------------- | -- | ------ | ------ | ----- |
| 1     | Russie          | 5  | 4      | 4      | 13    |
| 2     | Allemagne       | 4  | 1      | 3      | 8     |
| 3     | Italie          | 2  | 3      | 2      | 7     |
| 4     | Grande-Bretagne | 1  | 4      | 1      | 6     |
| 5     | Ukraine         | 1  | 0      | 2      | 3     |
| 6     | Suisse          | 0  | 1      | 0      | 1     |
| 7     | Suède           | 0  | 0      | 1      | 1     |
| Total | Total           | 13 | 13     | 13     | 39    |